# 1393 Sofala
1393 Sofala è un asteroide della fascia principale. Scoperto nel 1936, presenta un'orbita caratterizzata da un semiasse maggiore pari a 2,4338173 UA e da un'eccentricità di 0,1094739, inclinata di 5,85130° rispetto all'eclittica.
L'asteroide prende il suo nome dall'omonima provincia del Mozambico.